# 坪山大道
坪山大道是中国广东省深圳市坪山区的一条城市主干道路，也是 356省道深圳段主要部分，西起坪山沙坑立交，东至坑梓沙田路口，与惠州白云一路相连接，将坪山区由西至东联系起来。

## 历史
坪山大道前身为(新)横坪公路（沙坑立交-锦龙大道段）、中山大道（锦龙大道—东纵路，即横坪公路坪山中心区段）、金山路（东纵路—坪山建设路口）、深汕路（建设路口-坑梓沙田深惠界段），2017年6月7日由深圳市地名委员会公布更名。

## 规划与扩建
坪山区将以深南大道为标准，把坪山大道打造成坪山区门户大道。其道路将按100米宽的管理控制范围标准改造，拟建设为最少双向8车道的城市主干道，后改为局部主道双向八车道+辅道4车道。2018年12月10日，坪山大道拓宽拆迁工程与地铁14、16号线坪山段一起开工。计划2021年完工。
地铁14号线在坪山境内大部分与坪山大道并行。

## 交通

### 主要交汇道路
- 南坪快速路， 横坪公路
- 锦龙大道，坪盐通道
- 坪联路，比亚迪路
- 东纵路
- 深汕路（龙岗立交——坪山围段），坪山建设路
- 兰竹路
- 丹梓大道
- 坑梓人民东路
- 白云一路（坑梓沙田路口，终点）